# Adage (ballet)
Pour les articles homonymes, voir Adage (homonymie).
En danse classique, l’adage est une suite de mouvements amples exécutés sur un tempo lent.
Le mot, emprunté à l'italien adagio, apparaît vers 1820 dans les théories développées par Carlo Blasis, qui préconise des mouvements liés, recherchant le « moelleux », le « fondu ». Dès lors, les grands maîtres élaborent des exercices et entraînent les danseurs à perfectionner leur technique.
Durant les cours, l'adage permet de contrôler le corps et l'équilibre en exécutant des mouvements comme des arabesques, des promenades, en veillant à la beauté du geste et à la coordination des différentes parties du corps (dont la tête).
Sur scène, l'adage est généralement interprété par deux danseurs, ce qui permet l'introduction de portés ; il doit réaliser une combinaison harmonieuse entre les deux partenaires.
L'adage constitue aussi la première partie d'un pas de deux au XIXe siècle ; il est suivi par la variation du danseur, puis de la danseuse, avant la coda qui réunit les deux danseurs.